# Dendrophthora nuda
Dendrophthora nuda är en sandelträdsväxtart som beskrevs av G.R. Proctor. Dendrophthora nuda ingår i släktet Dendrophthora och familjen sandelträdsväxter. Inga underarter finns listade i Catalogue of Life.